# Масгаба
Масгаба (II век до н. э.) — сын нумидийского царя Массиниссы.
Масгаба был сыном правителя Нумидии Массиниссы. По сообщению Тита Ливия, сразу после окончания Третьей Македонской войны 171—168 годов до н. э. Масгаба от имени отца выступил перед римским сенатом с поздравительной речью по поводу победы над македонским царём Персеем, при этом напомнив о помощи со стороны Нумидии. Сенаторы ответствовали, что ценят постоянное содействие Массиниссы в борьбе с противниками Рима. Также Масгаба обратился с просьбой вызвать в Рим из Карфагена в качестве заложника некоего Ганнона, сына Гамилькара. По замечанию В. Хусса, возможно, речь идёт о сыне Гамилькара Самнита — вождя карфагенских демократов, и данный случай указывает на существование больших трений между пуническими политиками и нумидийским царём. Однако сенаторы подчеркнули, что не находят это обращение Масгабы справедливым. Сыну Массиниссы же и его спутникам были преподнесены различные подарки и оказаны знаки большого внимания и почёта.